# 南涧河
南涧河，位于中华人民共和国云南省西部，是元江上游礼社江段右岸支流，上游称乐秋河，发源于巍山彝族回族自治县南部青华乡民强村附近的小鸡足，蜿蜒向东南流经富强、民胜等村后进入南涧彝族自治县境内，之后向东流经南涧乐秋乡乐秋村、东升村，于县城南涧镇团山上村转东北流，于县城城区以南汇入礼社江。河流全长50.7公里，流域面积557.4平方公里。年均流量1.287亿立方米。上游穿流于中山峡谷，下游河岸水土流失较严重。